# 클레이턴 R. 러스크
클레이튼 라일리 러스크(Clayton Riley Lusk, 1872년 12월 21일, 뉴욕주 라일 ~ 1959년 2월 14일)은 미국의 정치인으로 뉴욕주 부지사 권한대행이다.

## 학력
- 뉴욕 주립대학교 코틀랜드 캠퍼스
- 코넬 대학교 법학대학원 법학학사

## 경력
- 1902 변호사 자격증 취득
- 1904 ~ 1909 코틀랜드 시티 판사
- 1905 ~ 1912 제142·143·144·145·146·147대 미국 뉴욕 제40구 상원의원
- 1921.01 ~ 1922.12 뉴욕 상원 다수당 대표
- 1921.01 ~ 1922.12 뉴욕 상원 임시의장
- 1921.09 ~ 1922.12 뉴욕 부지사 권한대행
- 1923.01 ~ 1924.12 뉴욕 상원 소수당 대표

## 역대 선거 결과
| 선거명      | 직책명                 | 대수  | 정당   | 득표율 | 득표수   | 결과 | 당락             |
| ----------- | ---------------------- | ----- | ------ | ------ | -------- | ---- | ---------------- |
| 1918년 선거 | 상원의원 (뉴욕 제40부) | 142대 | 공화당 | 66.84% | 30,963표 | 1위  | 뉴욕 주의원 당선 |
| 1920년 선거 | 상원의원 (뉴욕 제40부) | 144대 | 공화당 | 73.32% | 40,418표 | 1위  | 뉴욕 주의원 당선 |
| 1922년 선거 | 상원의원 (뉴욕 제40부) | 146대 | 공화당 | 67.38% | 30,728표 | 1위  | 뉴욕 주의원 당선 |